# Sunn Amps and Smashed Guitars
Sunn Amps and Smashed Guitars es un álbum de estudio de Earth, lanzado originalmente en diciembre de 1995 por el sello inglés Blast First. En noviembre de 2001 fue relanzado por la disquera estadounidense No Quarter, en una edición que incorporaba cuatro canciones adicionales extraídas de un demo de 1990, incluyendo "Divine and Bright", famosa por contar con la participación de Kurt Cobain en la voz.
El disco no fue bien acogido por la crítica. En su reseña para allmusic, Bradley Torreano sostiene que "Dylan Carlson es un muy buen guitarrista, y sus ideas de ambient metal son bastante interesantes. Pero escuchar la primera pista de este álbum es como que te saquen los dientes; sólo el más dedicado adicto al ruido querría escuchar a Carlson masturbarse como un adolescente metalero durante media hora".

## Lista de canciones
| N.º | Título                    | Escritor(es) | Duración |  |
| 1.  | «Ripped on Fascist Ideas» |              | 31:23    |  |

| Bonus reedición 2001 |                      |          |  |
| N.º                  | Título               | Duración |  |
| 2.                   | «Geometry of Murder» | 7:23     |  |
| 3.                   | «German Dental Work» | 5:21     |  |
| 4.                   | «Divine and Bright»  | 3:03     |  |
| 5.                   | «Dissolution 1»      | 7:12     |  |

Nota: Bonus grabados en octubre de 1990 en Portland, Oregón.

## Créditos
| - Dylan Carlson – voz, guitarra - Ian Dickson – en 1 - Dave Harwell – en 2, 3, 4 y 5 - Joe Preston – en 2, 3, 4 y 5 - Kurt Cobain – voz en 4 - Kelly Canary – voz en 4 | - Mezclado por Paul Kendall. - Diseño y arte por Jeff Kleinsmith (Blast First). - Fotografía en vivo por Mark Benney (Blast First). - Fotografía, arte y diseño por Paul A. Romano (No Quarter). |